# Chiesa di Santa Maria della Porta (Mineo)
L'ex chiesa di Santa Maria della Porta è un luogo di culto di Mineo trasformato in un'abitazione privata.
Il titolo di questa chiesa si riferisce all'adiacente Porta del Mercato. È notevole il portale d'ingresso seicentesco arricchito da colonne tortili terminanti con capitelli classici. La parte absidale, ancora esistente, è invisibile in quanto inserita nel contesto edilizio delle altre costruzioni. «Questo portale si concludeva con un timpano triangolare aperto su cui insisteva una finestra rettangolare, mentre sulla cuspide fron tale del prospetto dominava, a cavaliere, una piccola torre campanaria, di cui ancora oggi si nota la base.»